# 张老寺农场
张老寺农场，是中华人民共和国甘肃省平凉市泾川县下辖的一个类似乡级单位。

## 行政区划
张老寺农场下辖以下地区：
一分场社区、二分场社区、三分场社区、四分场社区和五分场社区。